# Maison de Cervantes
La maison de Cervantes (en espagnol : Museo Casa de Cervantes) est un musée situé à Valladolid, en Espagne. Le musée est consacré au romancier, poète et dramaturge espagnol Miguel de Cervantes. 
Le musée est établi dans la maison qui fut la demeure de Cervantes. C'est l'un des musées nationaux d'Espagne et il est rattaché au ministère de la Culture.

## Description
La maison est, selon la tradition, le lieu où est né l'auteur de Don Quichotte, Miguel de Cervantes, en 1547. La maison est organisée autour d'une belle cour de la Renaissance entourée de colonnes où sont réparties les différentes pièces du style siècle d'or espagnol : une salle de travail, une cuisine, une salle à manger et une salle pour les appareils médicaux qui auraient appartenu au père de Cervantes. L'intérieur est décoré avec une collection de meubles anciens et une des meilleures collections issues de diverses éditions de Don Quichotte.